# Unterseeboot 1109
L'Unterseeboot 1109 ou U-1109 est un sous-marin allemand (U-Boot) de type VIIC/41 utilisé par la Kriegsmarine pendant la Seconde Guerre mondiale.
Le sous-marin fut commandé le 2 avril 1942 à Emden (Nordseewerke), sa quille fut posée le 20 octobre 1943, il fut lancé le 19 juin 1944 et mis en service le 31 août 1944, sous le commandement de l'Oberleutnant zur See Hans Julius Hoß.
L'U-1109 n'endommagea ou ne coula aucun navire au cours des deux patrouilles (50 jours en mer) qu'il effectua.
Il capitula à Loch Eriboll en mai 1945 et fut sabordé en janvier 1946.

## Conception
Unterseeboot type VII, l'U-1109 avait un déplacement de 759 tonnes en surface et 860 tonnes en plongée. Il avait une longueur hors-tout de 67,20 m, un maître-bau de 6,20 m, une hauteur de 9,60 m et un tirant d'eau de 4,74 m. Le sous-marin était propulsé par deux hélices de 1,23 m, deux moteurs diesel Germaniawerft F46 de 6 cylindres en ligne de 1 400 cv à 470 tr/min, produisant un total de 2 060 à 2 350 kW en surface et de deux moteurs électriques Siemens-Schuckert GU 343/38-8 de 375 cv à 295 tr/min, produisant un total 550 kW, en plongée. Le sous-marin avait une vitesse en surface de 17,7 nœuds (32,8 km/h) et une vitesse de 7,6 nœuds (14,1 km/h) en plongée. Immergé, il avait un rayon d'action de 80 milles marins (150 km) à 4 nœuds (7,4 km/h; 4,6 milles par heure) et pouvait atteindre une profondeur de 230 m. En surface son rayon d'action était de 8 500 milles nautiques (soit 15 700 km) à 10 nœuds (19 km/h).
L'U-1109 était équipé de cinq tubes lance-torpilles de 53,3 cm (quatre montés à l'avant et un à l'arrière) et embarquait quatorze torpilles. Il était équipé d'un canon de 8,8 cm SK C/35 (220 coups), d'un canon antiaérien de 20 mm Flak et de deux canons 2 cm Flak 30/38/Flakvierling doté d'un bouclier pliant court sur son Wintergarten supérieur. Il pouvait transporter 26 mines TMA ou 39 mines TMB. Son équipage comprenait 4 officiers et 40 à 56 sous-mariniers.

## Flak
L'installation LM 43U était le modèle final du canon de pont utilisé sur les sous-marins allemands. Ce modèle était une version amélioré du LM 42U.
Il a été installé sur les sous-marins U-249, U-826, U-977, U-1023, U-1171, U-1305 et U-1306.
Le canon 3,7 cm Flak M42U était la version navale du 3,7 cm Flak 36/37 utilisé par la Kriegsmarine sur les navires de surface et M42U sur les U-boots de type VII et de type IX. L'U-1109 était équipé de deux canons 2 cm Flak 30/38/Flakvierling doté d'un bouclier pliant court fixé sur la partie supérieure du Wintergarten.
Le support M 43U a été utilisé sur un certain nombre de sous-marins (U-190, U-250, U-278, U-337, U-475, U-853, U-1058, U-1105, U-1109, U-1165 et U-1306).

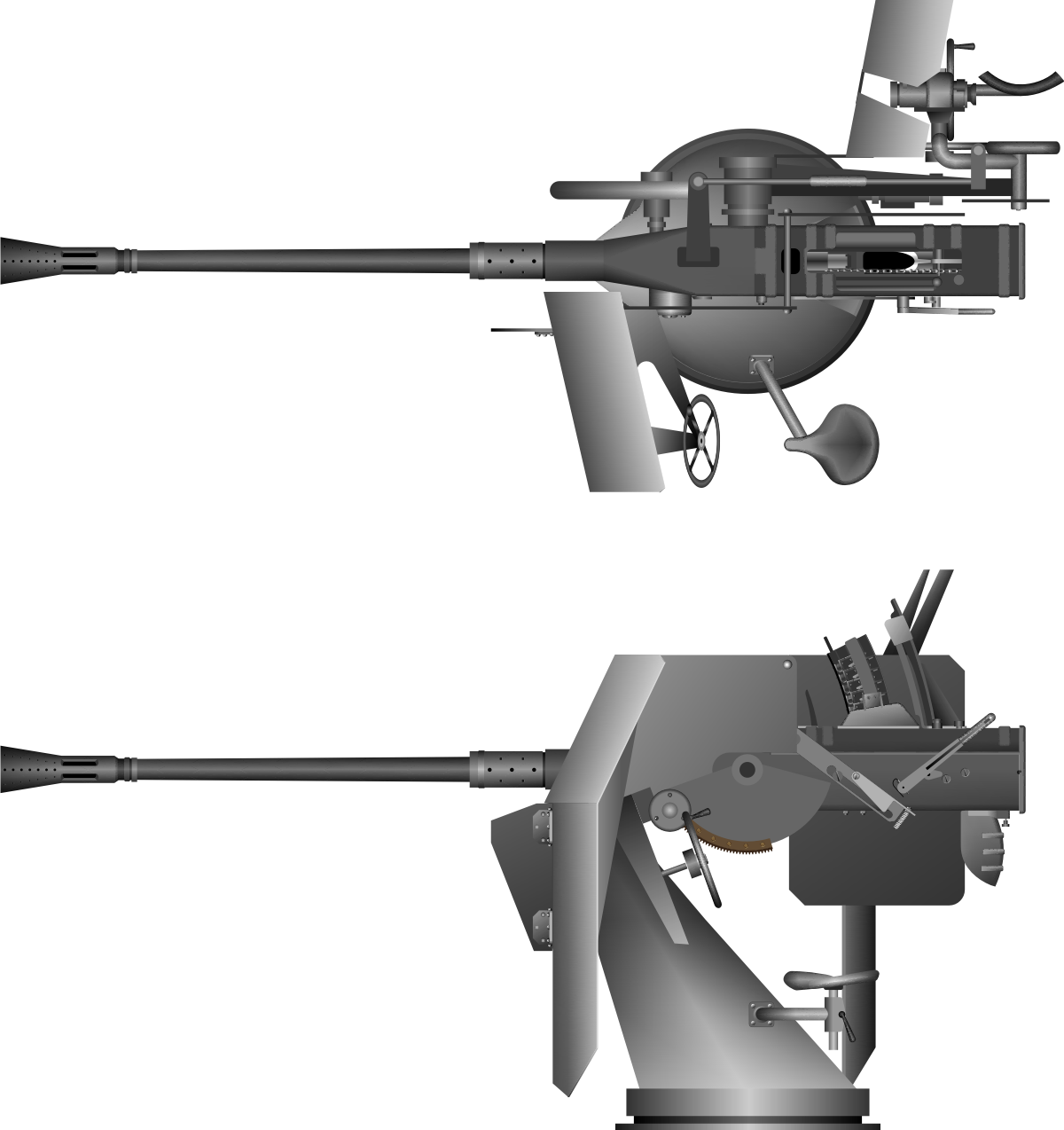
Canon 3,7 cm Flak M42U sur la version LM 43U.
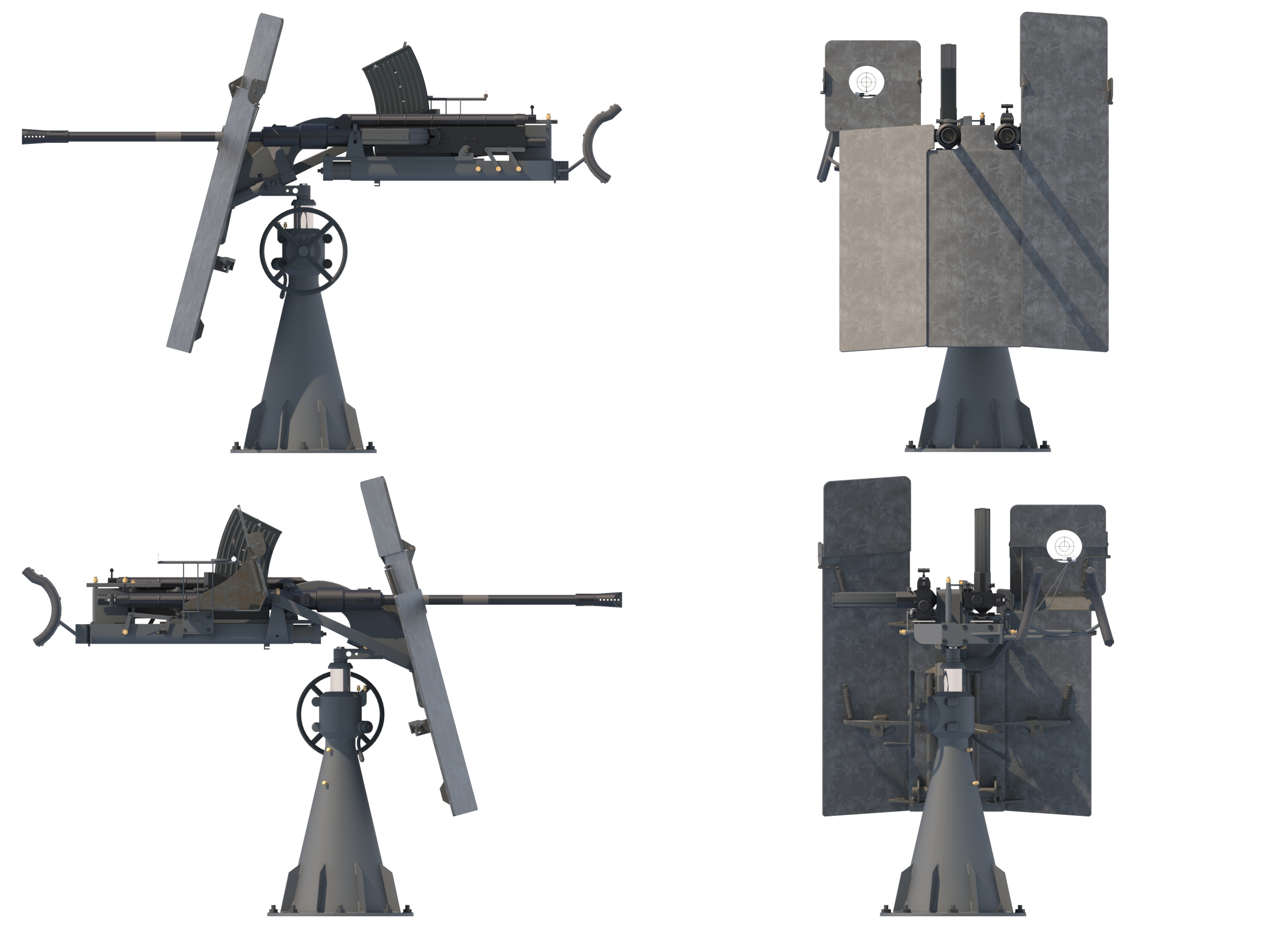
Canon 2 cm Flak C38 sur la version M 43U Zwilling doté d'un bouclier pliant court.

## Historique
Il reçut sa formation de base au sein de la 8. Unterseebootsflottille jusqu'au 15 février 1945, puis il intégra sa formation de combat dans la 11. Unterseebootsflottille.
Sa première patrouille est précédée par un court passage de Kiel à Horten puis Kristiansand. Elle commence réellement le 22 mars 1945 au départ de Kristiansand pour les côtes britanniques. Le 2 avril 1945, plusieurs problèmes techniques l'oblige à rentrer précipitamment sur Bergen, qu'il atteint le 6 avril.
Sa deuxième et dernière patrouille débute le 17 avril 1945 au départ de Bergen. Après la reddition de l'Allemagne nazie le 8 mai 1945, l'U-1109 se rend à son tour le 12 mai 1945 Loch Eriboll, en Écosse.
Il est ensuite transféré au point de rassemblement de Lisahally en vue de l'opération Deadlight de destruction massive de la flotte d'U-Boote de la Kriegsmarine.

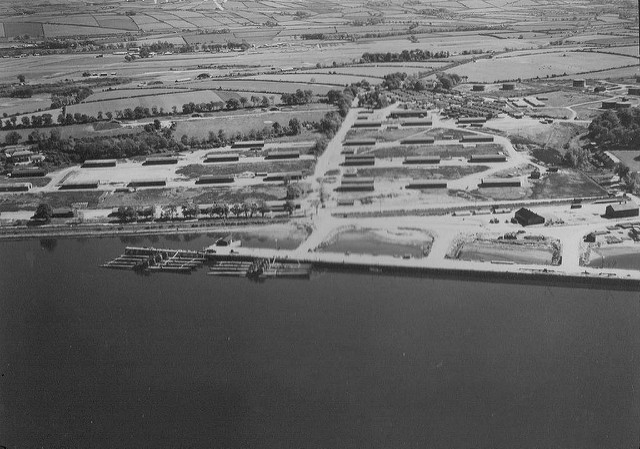
Vue des huit premiers U-boots transférés à Lisahally le 24 mai 1945. La photo montre également des bâtiments autour de l'ancienne base navale américaine comprenant des hangars de stockage, des ateliers et des réservoirs de stockage de carburant. L'aérodrome de est également visible au second plan. Les huit U-boots étaient les U-293, U-802, U-826, U-1009, U-1058, U-1105, U-1109 et U-1305.

L'U-1109 est torpillé le 6 janvier 1946 à la position 55° 49′ N, 8° 31′ O, par le sous-marin HMS Templar.

## Affectations
- 8. Unterseebootsflottille du 31 août 1944 au 15 février 1945 (Période de formation).
- 11. Unterseebootsflottille du 16 février 1945 au 8 mai 1945 (Unité combattante).

## Commandement
- Oberleutnant zur See Hans Julius Hoß du 31 août 1944 au 9 septembre 1944.
- Oberleutnant zur See Friedrich von Riesen du 10 septembre 1944 au 12 mai 1945.

## Patrouilles
|       | Commandant                 | Départ        | Départ       | Arrivée      | Arrivée          | Jours    | Succès |
| ----- | -------------------------- | ------------- | ------------ | ------------ | ---------------- | -------- | ------ |
|       | Oblt. Friedrich von Riesen | 11 mars 1945  | Kiel         | 16 mars 1945 | Horten           | 6 jours  |        |
|       | Oblt. Friedrich von Riesen | 19 mars 1945  | Horten       | 20 mars 1945 | Kristiansand     | 2 jours  |        |
| 1     | Oblt. Friedrich von Riesen | 22 mars 1945  | Kristiansand | 6 avril 1945 | Bergen           | 16 jours |        |
| 2     | Oblt. Friedrich von Riesen | 17 avril 1945 | Bergen       | 12 mai 1945  | Loch Eriboll, UK | 26 jours |        |
| Total | Total                      | Total         | Total        | Total        | Total            | 50 jours | 0 t    |

Note : Oblt. = Oberleutnant zur See